# Shylock, le marchand de Venise
Une proposition de fusion est en cours entre Shylock (film, 1913)  et Shylock, le marchand de Venise.

Shylock, le marchand de Venise est un court métrage muet français réalisé par Henri Desfontaines sorti en 1910.

## Fiche technique
- Titre : Shylock, le marchand de Venise
- Réalisation : Henri Desfontaines
- Scénario : Louis Mercanton, d'après la pièce de William Shakespeare
- Société de production : Société générale des cinématographes Éclipse
- Pays : France
- Format : Muet - Noir et blanc - 1,33:1 - 35 mm
- Métrage : 270 m
- Genre : Comédie dramatique
- Durée : 10 minutes
- Date de sortie : 
  -  France - 1910

## Distribution
- Harry Baur : Shylock
- Romuald Joubé : Antonio
- Jean Hervé : Bassanio
- Pépa Bonafé : Portia
- Jules Berry